# Bangladés en los Juegos Olímpicos de Río de Janeiro 2016
Bangladés participó en los Juegos Olímpicos de Río de Janeiro 2016 con un total de siete deportistas, que compitieron en cinco deportes. El golfista Siddikur Rahman fue el abanderado en la ceremonia de apertura.

## Participantes
Atletismo
- Mezbahuddin Ahmed (100 metros)[2]
- Shirin Akter (100 metros)[2]

Golf
- Siddikur Rahman[2]

Natación
- Mahfizur Rahman Sagor (100 metros estilo libre)[2]
- Sonia Akter Tumpa (50 metros estilo libre)[2]

Tiro
- Abdullah Hel Baki (10 m rifle de aire)[2]

Tiro con arco
- Shamoli Ray (individual femenino)[2]